# Lac Sauvage (Slovénie)
Pour les articles homonymes, voir Lac Sauvage et Sauvage (homonymie).
Le lac Sauvage (en slovène : Divje jezero) est un lac situé en Slovénie à proximité de la municipalité d'Idrija. Le lac est relié au sous-sol par effets karstiques. L'eau, qui remplit le lac, provient en grande partie des profondeurs du sous-sol. 
Des plongeurs sont parvenus à atteindre une profondeur de 160 mètres. Le lac est la source de la rivière Jezernica, un affluent de l'Idrijca. La Jezernica est avec ses 55 mètres la plus petite rivière de Slovénie. En 1967, le lac fut protégé en tant que monument naturel.
Dans les profondeurs du lac vit le protée anguillard. La température de l'eau reste toute l'année comprise entre 7 °C et 10 °C. La flore à proximité du lac est riche de 150 espèces différentes.